# كارل بيفيريدغ
كارل بيفيريدغ هو فنان ومصور كندي، ولد في 1945.